# Шеста сирийска война
Шестата сирийска война е война между птолемеевския Египет и селевкидите от 169 пр.н.е. до 168 пр.н.е. Причина за войната е непълнолетието на египетския фараон, използвано от неговите регенти. Резултатът е пълното етаблиране на Рим като сила в източното Средиземно море.

## Предистория
През 180 пр.н.е. умира Птолемей V (204 пр.н.е.-180 пр.н.е.) и на трона се възкачва неговият шестгодишен син Птолемей VI под регентството на майка му Клеопатра I. Към края на 170 пр.н.е. Рим съставя в Египет общо управление от Птолемей VI, Клеопатра II и по-малкия му брат Птолемей VIII.

## Ход на войната
През 169 пр.н.е. египетската войска е изпратена към Сирия. Антиох IV е подготвен и я среща при Пелузиум, побеждава египтяните и превзема града. В Александрия регентите са сменени от Komanos и Kineas. Антиох атакува Египет и обсажда Александрия. Египет иска отново помощ от Рим, но Рим се намира във война в Македония. Антиох се връща обратно в Сирия, заради наводнението на Нил и вътрешни сирийски проблеми. В Египет се възстановява отново тройното управление и братята и сестра им се сдобряват.
Следващата година Антиох превзема Кипър и навлиза отново в Египет, превзема делтата на Нил, влиза в Мемфис и тръгва към Александрия. На 22 юни 168 пр.н.е. римляните побеждават македоните в битката при Пидна и Третата македонска война завършва. Антиох не успява да завърши похода си. Рим изпраща делегация в Египет с Гай Попилий Ленат, която се среща с Антиох в Eleusis при Александрия. В началото на юли 168 пр.н.е. Попилий дава ултиматума на Рим на Антиох без да го поздрави. Антиох иска да си помисли, но заобиколен в кръг от делегатите, трябва да приеме искането веднага да прекрати войната. На 30 юли 168 пр.н.е. Антиох напуска с кораб от Пелузиум Египет. Малко по-късно римска делегация насила успява да получи обратно остров Кипър. След „денят в Eleusis“ Египет принадлежи на Рим.

## Сирийски войни
- Първа сирийска война (274 – 271 пр.н.е.)
- Втора сирийска война (260 – 253 пр.н.е.)
- Трета сирийска война (246 – 241 пр.н.е.)
- Четвърта сирийска война (219 – 217 пр.н.е.)
- Пета сирийска война (202 – 195 пр.н.е.)
- Шеста сирийска война (170/169 – 168 пр.н.е.)